# Carlo Peroni
Carlo Peroni alias Perogatt (* 24. November 1929 in Senigallia, Provinz Ancona, Italien; † 13. Dezember 2011 in Guanzate, Italien) war ein italienischer Comiczeichner und -autor.

## Leben und Werk
Seine künstlerische Laufbahn begann Peroni im Jahr 1946 als Maler und Restaurator größerer Gemälde in Sakralbauten. Für die katholische Wochenzeitung Il Giornalino war er ab 1948 als Illustrator tätig. Für eine weitere katholische Wochenzeitung schuf er die Reihe Lillo, Lallo e Lello und unterzeichnete diese mit dem Pseudonym Perogatt. Seit den 1950er Jahren ist Peroni auch im Filmbereich tätig und arbeitete sowohl für den amerikanischen Markt, für den er Kurzfilme schuf, als auch für RAI. In den 1960er Jahren war er neben etlichen Comicreihen auch an Calimero beteiligt. In den 1970er Jahren belebte Peroni kurzzeitig Sergio Tofanos Signor Bonaventura wieder und arbeitete an diversen Serien, so zum Beispiel zusammen mit Alfredo Castelli an Zio Boris. Auch in den 1980er und 1990er Jahren war Peroni an diversen Comic- und Film-Projekten beteiligt.
Zwischen 1959 und 1962 arbeitete er mit Il Pioniere zusammen und veröffentlichte als Illustrator fünf Kurzgeschichten in italienischer Sprache: Sand gegen die Estrier. Angriff auf die Erde, Sand gegen die Piraten der Galaxis, Sand und Zeus – Alarm im Weltraum, Sand und Zeus – Der Planet der gesichtslosen Stimmen und Sand und Zeus – Das Geisterschiff.
Auf Deutsch wurden von Peroni mehrere Comics um den Hasen Sonny (italienisch Gianconiglio) veröffentlicht. Darüber hinaus erschienen Zeichnungen von ihm in der Bildzeitung.